# アルゼンチノサウルス
アルゼンチノサウルス（学名：Argentinosaurus）は、約9,700万から約9,350万年前の南アメリカ大陸に棲息していた植物食恐竜の一種（1属）。
アルゼンチンのネウケン州で骨格化石の一部が発見された。竜脚類であり、骨の仕組みや太く大きな胴体など、ジュラ紀のブラキオサウルスやアパトサウルスなどに似ているが、それらが絶滅した遥かのちに出現した。
推定全長は約30メートルから35メートル、推定体重は約65トンから80トン以上あったと見積もられており、地上棲の動物としては史上最大級と推定されている。

## 発見と分類

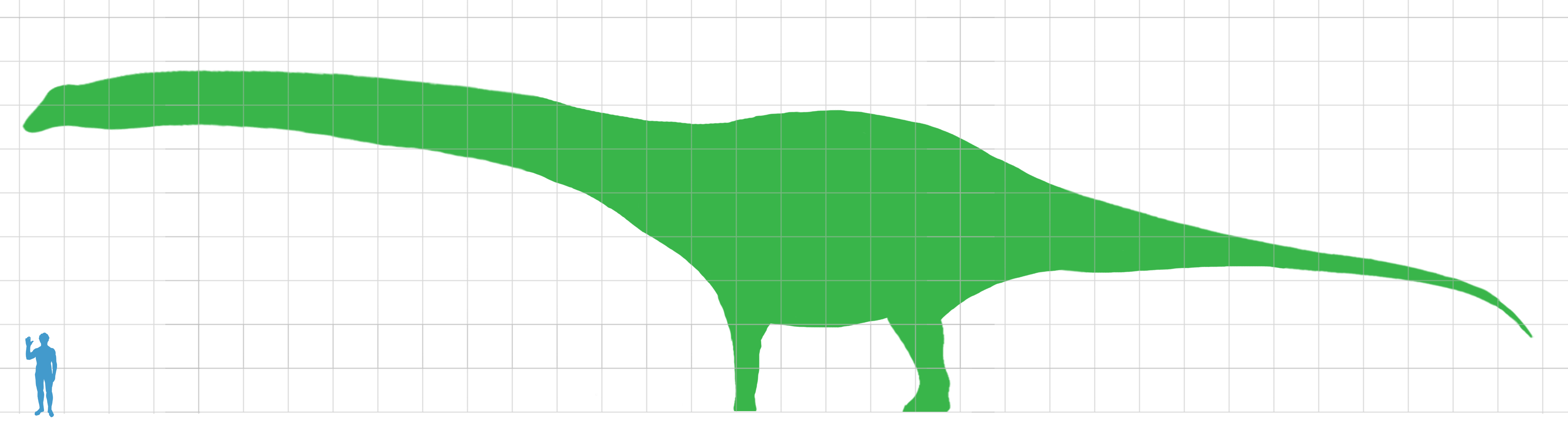
ヒトとの大きさ比較

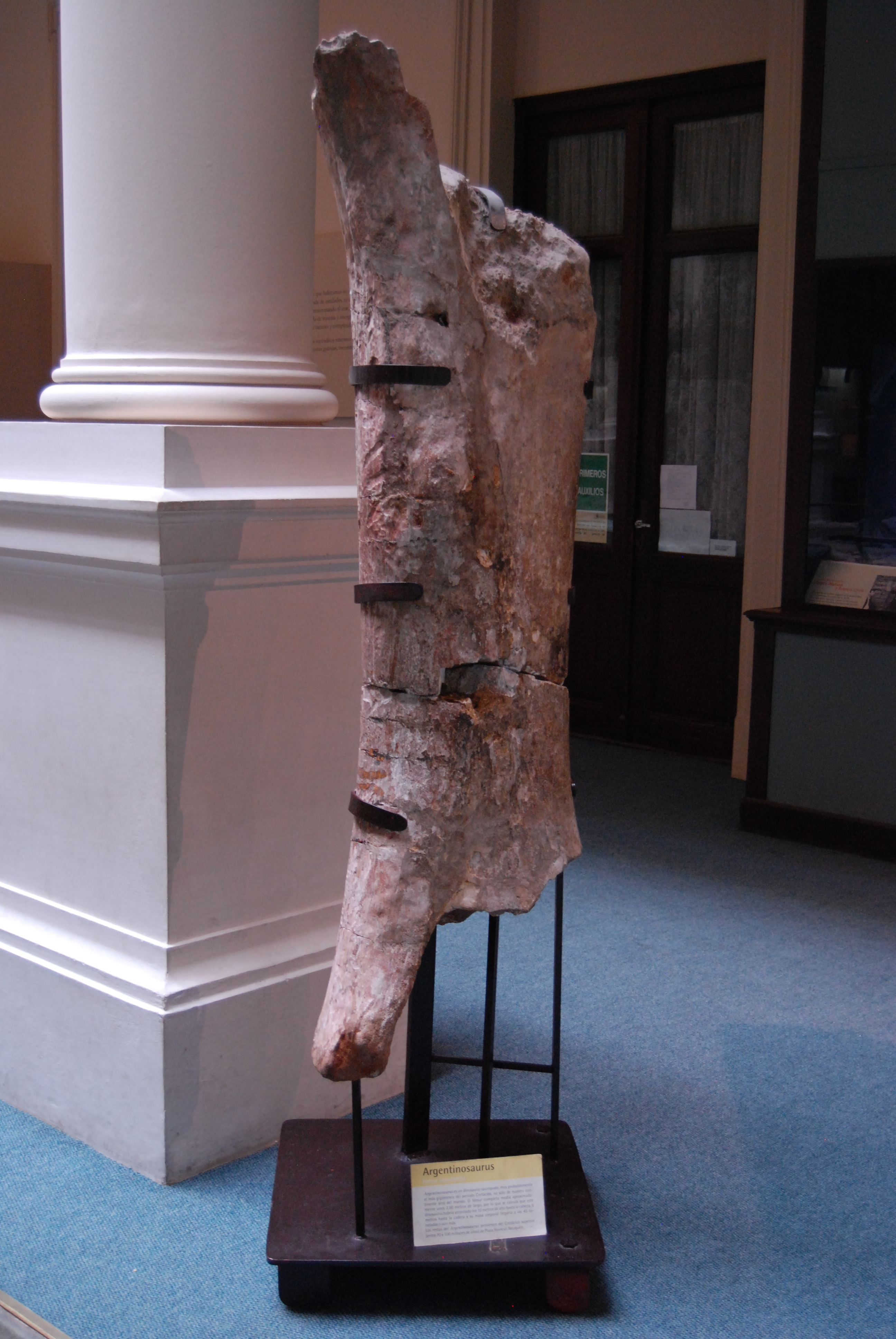
アルゼンチノサウルスの大腿骨の化石標本（アルゼンチンはラプラタのラプラタ博物館）

アルゼンチノサウルス属 Argentinosaurus Bonaparte et Coria, 1993 およびその模式種である A. huinculensis Bonaparte et Coria, 1993 は、白亜紀後期の前半頃、すなわちセノマニアンからチューロニアン（約9,700万 - 約9,350万年前）にあたるアルゼンチンのネウケン州にあるリマイ川層ウィンクル (Huincul) 部層から発見され、1993年に同国の古生物学者であるホセ・ボナパルテとロドルフォ・コーリアとによって記載された。これまでに知られている産地は基準標本（タイプ）が発見された場所だけである。2人の学者はアルゼンチノサウルスの記載にあたって、平たい神経棘や連結部の形態などといった脊椎骨の特徴が、いわゆる真のティタノサウルス類とは異なるとして、それまでティタノサウルス科 (Titanosauridae) に入れていたアンデサウルスとエパクトサウルスとともに新科アンデサウルス科 (Andesauridae) とすることを提唱した。
アルゼンチノサウルスというのは Argentinosaurus という属名を仮名読みにしたものであるため、属の和名とも言えるが、この属に分類されるものは A. huinculensis 1種が知られるだけであることから、この huinculensis （発見された部層の名に因む）種に係る和名であると考えてもほぼ同じことである。

## 生物的特徴

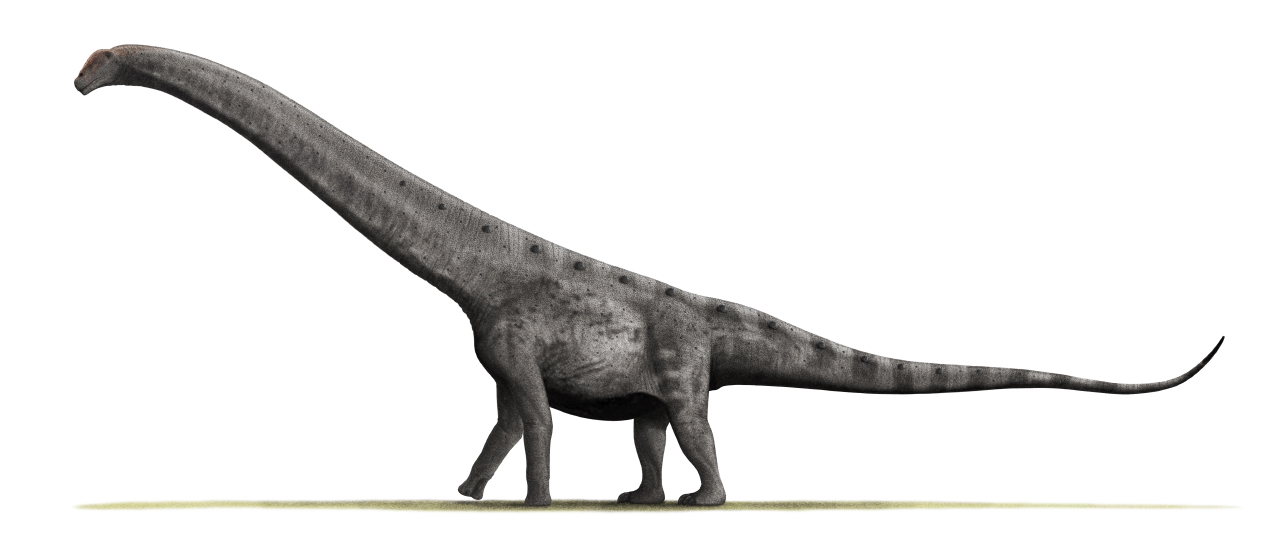
アルゼンチノサウルスの生態復元想像図

発見されているのは脊椎骨、脛骨、不完全な肋骨、仙骨など一部のみである。1個の脊椎骨だけで長さが130センチメートルほど、脛骨は155センチメートルほどある。これらのデータから全長は約30 - 35メートル、体重は約65 - 80トン以上あったと見積もられている。脊椎骨の大きな突起には巨大な筋肉が付着していたものと見られる。本種を「存在可能な最大級の恐竜であろう」と考える学者もいる。
8-10歳で性的成熟に到達し、20歳で身体的成熟に到達し、寿命は約30年と推定される。天敵は最も大きな獣脚類の一つであるマプサウルスと推定され、群れを成して狩った可能性がある。推定速度は5.7㎞-7.2㎞と推定される。